# Teen Spirit (déodorant)
Pour les articles homonymes, voir Teen Spirit.
Teen Spirit est un déodorant vendu à l'origine par Mennen, puis par Colgate-Palmolive (après le rachat de Mennen par Colgate-Palmolive en 1992).
Teen Spirit est commercialisé pour la première fois par Mennen au début de l'année 1991 et, grâce à d'importantes campagnes publicitaires, il lance « une niche de marché » auprès des adolescentes. 
Les ventes sont stimulées par la chanson Smells Like Teen Spirit du groupe grunge Nirvana, que Kurt Cobain a involontairement nommée d'après le déodorant. 